# Shintaro Higashi
Shintaro Higashi (16 dicembre 1984) è un ex judoka e allenatore di judo statunitense.
Artista marziale di origine giapponese, è cintura nera 6 dan di judo, maestro del Kokushi Budo Institute, membro del New York Athletic Club e professore al Brooklyn College .

## Vita privata
Ha frequentato l'Hunter College, dove ha conseguito una laurea in psicologia e un master in pedagogia. Ha anche frequentato la NYU Stern dove ha conseguito un MBA. Mentre era al Hunter ha fatto parte della squadra di lotta nella quale ha ricevuto lo status di All-State. È figlio di Nobuyoshi Higashi, il fondatore del Kokushi-ryu jujutsu e istruttore di Judo, Aikido e Karate.

## Arti marziali
È sesto dan (cintura biancorossa) di judo, primo dan di jiu-jitsu brasiliano, jujutsu, Aikido e Karate.
Ha vinto l'oro nei Campionati Nazionali Senior di Judo USA del 2007 e 2011 e si è classificato 5° agli US Open. Ha anche vinto l'oro nel torneo internazionale Am-Cam Judo Challenge e si è piazzato terzo nei campionati nazionali. Si è allenato per la squadra olimpica statunitense del 2008 e del 2012 a 100 kg. Ha raggiunto il 43º posto nella classifica mondiale di Judo dietro Kyle Vashkulat negli Stati Uniti. Ha avuto esperienze nella boxe e nella lotta libera ed è diventato primo dan nel jiu-jitsu brasiliano sotto Brian Glick.